# آرفيند كومار سينغ
آرفيند كومار سينغ (بالإنجليزية: Arvind Kumar Singh)‏ هو سياسي هندي، ولد في 5 يوليو 1968. حزبياً، نشط في سماجوادي.